# Oganeson
Oganeson je kemijski element atomskog (rednog) broja 118 i atomske mase 293. U periodnom sustavu elemenata predstavlja ga simbol Og.
Dobiva se fuzijom:
{\displaystyle {249 \atop 98}\mathrm {Cf} +{48 \atop 20}\mathrm {Ca} \quad \rightarrow \quad {294 \atop 118}\mathrm {Og} +3\,\mathrm {n} }

## Povijest
Krajem 1998. poljski fizičar Robert Smolańczuk objavio je izračune o fuziji atomskih jezgri prema sintezi superteških atoma, uključujući oganeson. Njegovi izračuni sugeriraju da bi moglo biti moguće napraviti element 118 spajanjem olova s kriptonom pod pažljivo kontroliranim uvjetima, te da bi vjerojatnost fuzije (udarni presjek) te reakcije bila blizu reakcije olova i kroma koja je proizvela element 106, siborgij. To je proturječilo predviđanjima da presjeci za reakcije s olovom ili bizmutom bi ciljeve eksponencijalno smanjivalo kako se atomski broj rezultirajućih elemenata povećavao.
Godine 1999. istraživači u Nacionalnom laboratoriju Lawrence Berkeley iskoristili su ta predviđanja i najavili otkriće elemenata 118 i 116 u radu objavljenom u Physical Review Letters, i vrlo brzo nakon što su rezultati objavljeni u Scienceu. Istraživači su izvijestili da su izveli reakciju
{\displaystyle {208 \atop 82}\mathrm {Pb} +{86 \atop 36}\mathrm {Kr} \quad \rightarrow \quad {293 \atop 118}\mathrm {Og} +\mathrm {n} }
Godine 2001. objavili su povlačenje rada nakon što istraživači u drugim laboratorijima i samom LBNL-u nisu mogli ponoviti rezultate. U lipnju 2002. direktor laboratorija objavio je da se izvorna tvrdnja o otkriću ova dva elementa temeljila na podacima koje je izmislio glavni autor Victor Ninov. Noviji eksperimentalni rezultati i teorijska predviđanja potvrdili su eksponencijalno smanjenje presjeka s olovnim i bizmutnim metama kako se atomski broj rezultirajućeg nuklida povećava.